# F-102 (航空機)
F-102 デルタダガー
アラスカ上空を飛行するF-102A (1958年1月)
- 用途：戦闘機
- 分類：要撃機
- 製造者：コンベア
- 運用者

  - アメリカ合衆国
    - アメリカ空軍
    - アメリカ空軍州兵

  - ギリシャ（ギリシャ空軍）
  - トルコ（トルコ空軍）
- 初飛行：1953年10月24日[1]
- 生産数：1,000機[1]
  - YF-102： 10機
  - YF-102A： 4機
  - F-102A： 875機
  - TF-102A： 111機
- 生産開始：1956年4月
- 退役：1986年
  - 1976年（アメリカ空軍）
  - 1979年（アメリカ以外の運用国）
  - 1986年（標的用ドローン）
- 運用状況：退役
- ユニットコスト：1,200,000 USドル

| YF-102 |  | YF-102A |
| YF-102 |  | YF-102A |

F-102はジェネラル・ダイナミクスのコンベア部門が開発し、1953年に初飛行しアメリカ空軍に制式採用された戦闘機(要撃機)である。愛称はデルタダガー(Delta Dagger)。
俗にセンチュリーシリーズと呼ばれる一連の機体のひとつである。

## 概要
第二次世界大戦直後に始まった冷戦下において、アメリカ空軍は北米大陸に来襲すると想定されたソ連の核武装爆撃機を要撃する目的で、1949年から新型迎撃機の検討に着手した。
1950年にMX1154として新型迎撃機の提案要求が航空機メーカーで出され、コンベア案がF-102として採用された。開発契約は1951年に結ばれている。F-102の機体形状はインテイクを胴体側面に持つ単発デルタ翼機で、垂直尾翼も三角翼と、前作XF-92に続き、ペーパークリップ作戦によりアメリカにわたり、その後コンベアに在籍していたドイツ人技術者であるアレキサンダー・マルティン・リピッシュのコンセプトが色濃く発揮されている。
1951年12月にYF-102が正式発注されたが、これは試作機を表すY記号がついているものの純粋な試作機をパスして、いきなり量産準備型の生産に入る「クック・クレイギー・プラン」方式で開発が急がれた。先に生産ラインを組み、スローペースで量産準備型を製作しつつ並行してテストを行い、結果を本格量産型にフィードバックすることで開発期間の大幅短縮を目論むものだったが、基本設計に問題が発見された場合には、混乱を招くリスクがある。本機の場合は、ボマー・ギャップの解消を早急に行う目的と、先行して開発されたXF-92のデータが活用できるため問題は少ないと考えられた。しかしながら後述の通り、本機はクック・クレイギー・プランの最悪例になってしまった。
F-102の最も有名な逸話にエリアルールの初採用がある。YF-102の初号機は1953年10月24日に初飛行したが間もなく墜落し、開発は試作2号機の完成まで遅延した。YF-102は10機製造され、各種試験・改装が行われたものの、音速領域で衝撃波の発生により抵抗が急増する抵抗発散のため、風洞試験の予測通り水平飛行で音速を超える事はできず、一時は計画中止も危ぶまれた。
そのため11号機（YF-102A）以降において、エンジンをP&WJ57-P-11（A/B推力：6,804kg）から同P-23（7,258kg）に増強すると共に、NACAラングレー研究所のリチャード・ウィットカム（Richard T. Whitcomb）が発見したばかりのエリアルール理論を基に、抜本的に改設計してようやく音速を超えることができた。機体の断面積変化を滑らかにすると抵抗が減少するという単純な法則で、機体の主翼部取付部は断面積が急増するので、これを相殺するため胴体中央部のくびれと尾部の張り出しを設け、断面積勾配をなだらかにするもので、その他にも胴体延長、キャノピー変更、主翼の大きな前縁キャンバーと端部捻り上げ等、別機と言って良いほど外観が変更された。
電子装置の開発も遅延し、新型の火器管制装置MX1179の完成は間に合わなかったため、当初はF-86D由来のE-9（後のMG-3）を装備している。MG-3は後にMG-10に更新されたほか、1960年代に入るとSAGEシステムの整備に従い、これとリンクし半自動的要撃が可能となっている。
YF-102Aは1954年12月20日に初飛行し、翌21日には音速突破を果したが、既にマッハ2級を目指したロッキード F-104が同年2月に進空した後だった（実際にマッハ2を突破するのは翌年）。量産型のF-102Aは翌1955年から配備開始されたが、クック・クレイギー・プランによって既にYF-102用の生産治具が用意されてしまっており、F-102Aの量産に当ってそれらの大半を作り直さねばならず、多大な時間的・金銭的浪費と資材の無駄をもたらした。

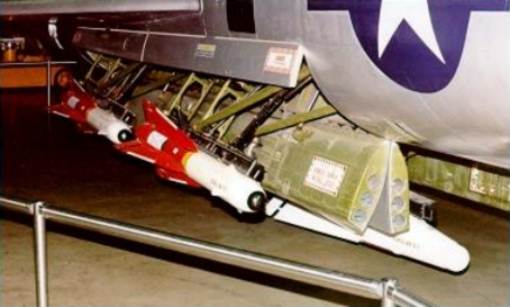
開放状態としたF-102のウェポンベイ
側面ベイにAIM-4Dミサイル、下面ベイにAIM-26ミサイルが搭載されている。ベイドアの先端断面にある3連の孔が2.75インチロケット弾の発射孔

固定機銃はなく、通常弾頭型AIM-4 ファルコン空対空ミサイル又は核弾頭型AIM-26Aファルコン（最大6発）を機体下部左右側面および下面の3つのウェポンベイに搭載し、Mk4 FFAR マイティ・マウス 2.75インチ空対空ロケット弾24発をウェポンベイの扉を兼用する発射機に搭載できた。後のF-106とは異なり、F-102には核弾頭のAIR-2 ジニーの搭載能力は無かった。
F-102はデルタ翼特有の広大な機内スペースにより燃料搭載量が多く、超音速機としては空中給油の援助なしでも滞空時間が長く哨戒任務には適していたが、依然アンダーパワーで加速性・上昇力に劣り、また当時の電子機器の耐G性の低さから機動に強い制約があり、対戦闘機戦闘は回避するよう厳命されていた。
F-102の低性能は空軍を失望させ、より性能の優れた要撃機の開発が急務となった。新型の火器管制装置MX1179を搭載し、空力的改良とパワーアップも加えた改良型：F-102B計画は、1956年にF-106として制式採用された。しかし非常に高価であったため、F-106配備数は340機に留まった。そのため空軍は、元来は別目的の機体であったF-101戦闘機を、補完目的の要撃機として制式採用している。

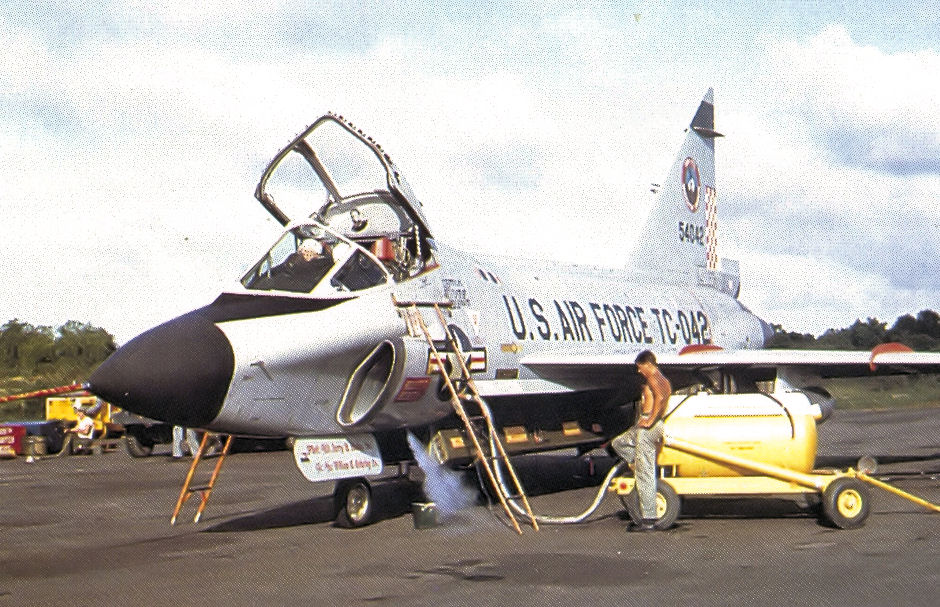
TF-102A サイドバイサイド配置のコックピットにより機首が太くなっている

また練習機型TF-102Aも111機が製造された。当時、F-86D、F-89、F-94といった全天候戦闘機の訓練にはT-33とレーダーを装備したB-25が使われていたが、ジェット機への移行とアビオニクスの操作の訓練を別々に行う非効率が指摘されていたこと、またそれらのパイロットを将来的にF-102に移行させるためには、米空軍では実用機が本機しか存在しないデルタ翼の離着陸時の高AOAなどの操縦特性を教育する必要性から、二重操縦装置を持ち、教官と訓練生との意思疎通の容易なサイドバイサイド配置の本機が開発された。同様にサイドバイサイド配置を採用した超音速戦闘機の練習機型にはイギリスのライトニングの例がある。
胴体前部を再設計したこと、キャノピー形状の問題から発生したバフェッティング対策としてボーテックスジェネレータを付加したこと、さらには練習機としての用途を満たすために速度よりも視界の改善を図ったことなどから最高速度は高度3万8000フィートでマッハ0.97となったが、浅くダイブをかけることで音速を突破できた。水平飛行で音速を突破できなかった事は、当時としては致命的な問題とみなされたため、当初の目論みである実用戦闘機との兼務は放棄され、単座型と同じアビオニクスは搭載せず、慣熟飛行の訓練のみに用いられる事となり、F-102A装備の飛行隊あたり2機のTF-102Aが配備された。また、同じコンベア社製でデルタ翼のB-58ハスラーの乗員の訓練にも使用された。

## 運用
F-102は、1955年より量産開始され、総計879機が生産された。アメリカ空軍においては、当初は北米大陸防空が主任務であった。
1959年から後継機であるF-106の配備が始まったため、F-102のアメリカ本土外への配備を開始した。西ドイツ、オランダのNATO諸国や、日本の横田基地、板付基地、三沢基地などに展開している。なおその際には、旧式となったF-86Dが、同盟諸国に供与されている。
日本では、在日米軍基地（横田・板付・三沢）に、1960（昭和35）年からF-102Aが配備され、まだ作戦能力の低かった航空自衛隊をサポートする形で日本の空の護りに就いた。
しかしF-104J「スターファイター」の導入・配備で航空自衛隊の対領空侵犯措置（スクランブル）能力は著しく向上し、在日米軍が日本の防空に就く必要性が薄れていき、さらに、国防総省のロバート・マクナマラ長官が打ち出していた国防費削減策も影響し、F-102Aの日本撤退が決定。結果、1965（昭和40）年までにF-102Aは日本の空から姿を消した。
なお、この撤退の際、在日米軍から航空自衛隊に、余剰化したF-102Aを75機まとめて97億円と格安で売却することが持ち掛けられたが、断っている。
1961年からはタイ王国に進出し、アメリカ空軍がベトナム戦争初期に運用した戦闘機として、1962年から1970年に掛けてベトナムにおける空対空戦闘に投入され若干の損失を出している、また地上攻撃にも使用された。なおF-106については生産数が限られた事から、F-102のような本土外配備はほとんどなされなかった。
旧態化した1969年以降は、ギリシャ空軍とトルコ空軍にも供与されている。トルコ空軍のF-102は1974年のキプロス島侵攻作戦中に起きたギリシャ空軍との戦闘で、2機のF-5戦闘機を撃墜する戦果をあげている（ギリシャ空軍のF-102の戦果の記録は無い）。
航空宇宙防衛軍団から1960年代後半より順次退役し、1970年までに全機退役した。以降は空軍州兵において1976年まで運用されている。第43代アメリカ合衆国大統領ジョージ・W・ブッシュがテキサス空軍州兵のパイロット時代（1968年から1973年）に、ベトナム戦争への招集を不当に免れていた疑惑でスキャンダルになっているが、その時に搭乗していた機体が本機であった。
アメリカ空軍所属機は、用廃後200機以上がPQM-102A無人標的機に改造され、1970年代を通じ消尽された。
日活製作映画「日本列島」42:45から貴重な日本上空飛行シーンがみれる。

## 各型
- YF-102 - 初期試作機
- YF-102A - 改良型試作機
- F-102A - 単座全天候要撃機。889機生産。
- TF-102A - 複座訓練機。111機生産。
- F-102B - F-106A デルタダートの開発初期の名称。
- QF-102A - 複座有人標的ドローン（F-102Aから改造）
- PQM-102A - 無人標的ドローン。1973年以降、200機以上がF-102Aから改造。
- PQM-102B - 無人標的ドローン

## 仕様(F-102A)
出典: The Great Book of Fighters
諸元
- 乗員: 1
- 全長: 20.83 m （68 ft 4 in）
- 全高: 6.45 m （21 ft 2 in）
- 翼幅: 11.61 m（38 ft 1 in）
- 翼面積: 64.57 m2 （695 ft2）
- 空虚重量: 8,777 kg （19,350 lb）
- 運用時重量: 11,100 kg （24,500 lb）
- 最大離陸重量: 14,300 kg （31,500 lb）
- 動力: P&W J57-P-25 アフターバーナー付ターボジェット
  - ドライ推力: 52.0 kN （11,700 lbf） × 1
  - アフターバーナー使用時推力: 76.5 kN （17,200 lbf） × 1
- 内部燃料容量： 4,107 L （1,085 US gal）
- 外部燃料容量： 815 L （215 US gal）外部増槽 × 2

性能
- 最大速度: 1,304 km/h （704 kt） （12,190 m（40,000 ft）時）
- 航続距離: 2,175 km （1,170 nm）
- 実用上昇限度: 16,300 m （53,400 ft）
- 上昇率: 66 m/s （13,000 ft/min）
- 翼面荷重: 172 kg/m2 （35 lb/ft2）
- 推力重量比: 0.70

武装
- ロケット弾: Mk4 FFAR マイティ・マウス 70 mmロケット弾 × 24
- ミサイル: 　
  - AIM-4 ファルコン × 6
  - AIM-26 ファルコン（通常弾頭又は核弾頭） × 1
- アビオニクス: 

  - MG-10 FCS

## 登場作品
『海底軍艦』
国連軍所属機として2機登場。ムウ帝国からの攻撃を警戒すべく出撃する。